# هارير جامب جيت
هارير جَامب جِيت (بالإنجليزية: Harrier Jump Jet)‏ أو هارير أو جَمب جِيت هي طائرة نفاثة عسكرية ذات تصميم بريطاني قادرة علي الإقلاع والهبوط العمودي القصير (V/STOL) من خلال توجيه الدفع. عائلة الهارير هي التصميم الوحيد الناجح فعلياً من وسط جميع الطائرات فئتها التي ظهرت في الستينيات.
هناك أربع طرازات في عائلة الهارير: هوكر سايدلي هارير، وبي أيه إي هارير البحر، وإيه في - 8 بي هارير الثانية، وبي إيه إي هارير الثانية. هوكر سدلي هارير من الجيل الأول والتي أيضاً تعرف بإيه في - 8 إيه (AV-8A). هارير البحر هي مقاتلة هجوم ودفاع جوي بحرية. ايه في - 8 بي هارير الثانية من الجيل الثاني وبيه إيه إي هارير الثانية هي الطراز البريطاني من الجيل الثاني للهارير.

## تاريخ الهارير
كانت الطائرة هوكر سايدلي هارير جي آر.1/جي آر.3 والإيه في - 8 إيه هارير الجيل الأول من سلسلة الهارير، التي تستخدم في عمليات الدعم القريب والاستطلاع كطائرة هجومية بإمكانيات الإقلاع والهبوط العمودي/القصير والتي طورت مباشرةً من الطراز الأولي هوكر بيه.1127.
بعدها طورت الهارير تطويراً مكثفاً بواسطة ماكدونل دوغلاس وبريتش ايروسبيس مما أدي لإنتاج الطائرتين إيه في-8 بي هارير الثانية وهارير جي آر5/جي آر7/جي آر9 بالترتيب. كلتا الشركتين الآن أصبحوا جزءاً من شركة بوينغ وبي إيه إي سيستمز.
طورت نفاثة الفتول/ستوفل المقاتلة البحرية - استطلاعية هجومية - بي إيه إي هارير البحر من سابقتها هوكر سايدلي هارير. دخل أول طراز منها الخدمة في البحرية الملكية البريطانية - فيلق سلاح الجو في إبريل 1980 تحت اسم هارير البحر إف آر إس.1 (Sea Harrier FRS.1)، والتي عرفت باسمها الغير رسمي المتداول شار (Shar). هارير البحر إف إيه2 المطورة دخلت في خدمة البحرية الملكية في 1993، وتم سحبها من الخدمة في مارس 2006. الطائرة هارير البحر إف آر إس إم كيه.51 (Sea Harrier FRS Mk.51) الآن في خدمة البحرية الهندية من علي حاملة الطائرات إي إن إس فيرات (INS Viraat).
ومن الجيل الثاني النفاثة ف/ستول متعددة المهام بوينغ/بي إيه إي سيستمز إيه في-8بي هارير الثانية والتي طورت من طائرة الجيل الأول هوكر سايدلي هارير في أواخر القرن العشرين. تلك الطائرة تلعب دور الطائرة الهجومية الخفيفة أو متعددة المهام، وعادة ما تعمل من فوق حاملات طائرات صغيرة. خدمة بطرازاتها المختلفة في العديد من دول حلف شمال الأطلسي متضمنه إسبانيا، وإيطاليا، والولايات المتحدة.
وأيضاً من الجيل الثاني ف/ستول العاملة لدي سلاح الجو الملكي منذ 2006 والبحرية الملكية الطائرة بي إي إي سيستمز/بوينغ هارير الثانية، التي طورت من سابقتها من الجيل الأول هوكر سايدلي هارير. تلك الطائرة ذات صلة قريبة من إيه في-8بي هارير الثانية المصنعة في الولايات المتحدة، وكلاهما يلعبان دور الطائرة الهجومية الخفيفة أو متعددة المهام، والتي عادةً تخدم فوق حاملات طائرات صغيرة.

## التطوير

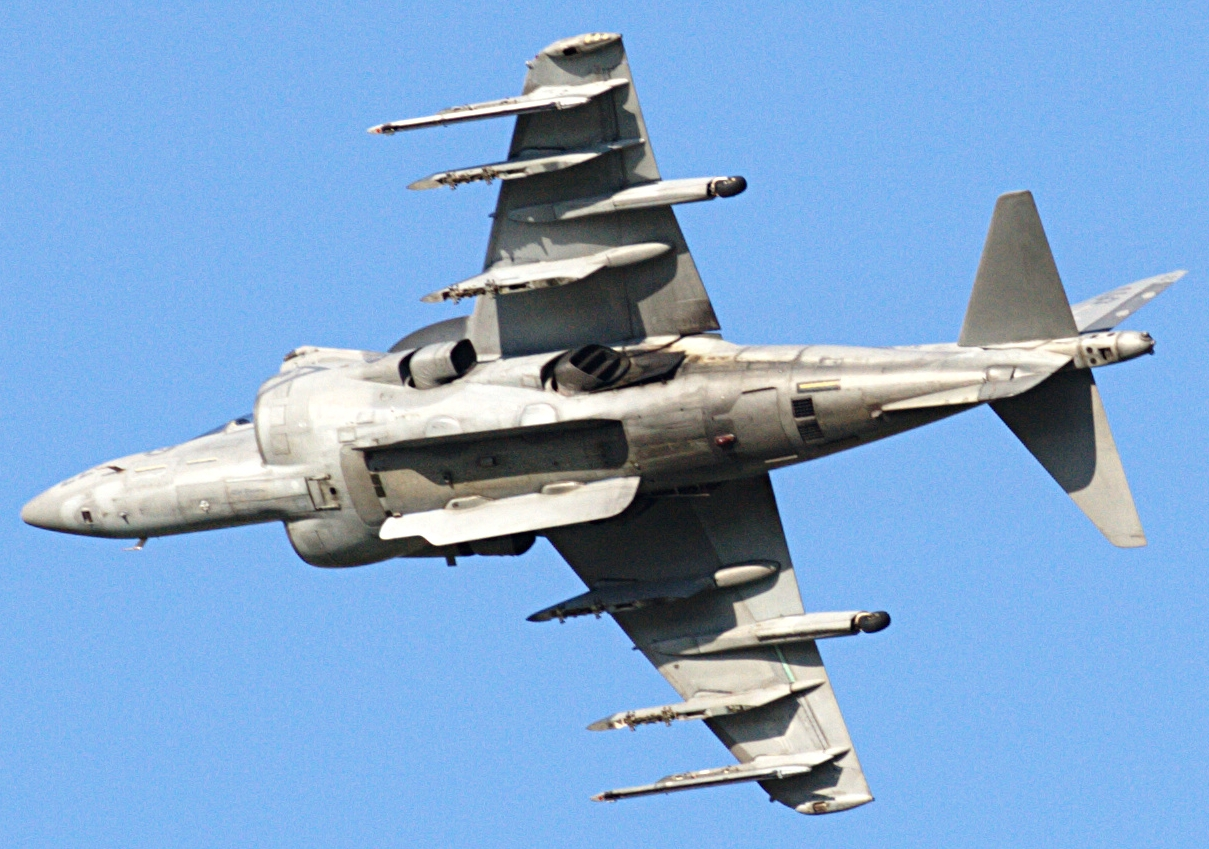
أسفل جسد الطائرة، طراز هارير جامب جيت

تطبيقاً لما قدمته شركة بريستول للمحركات عام 1957 من تصميم لمحرك يوجهه الدفع، جاءت شركة هوكر للطائرات بتصميم طائرة تستوفي شروط مواصفات حلف شمال الأطلسي بخصوص «مقاتلات الدعم التكتيكية الخفيفة». لم تتلق الشركة دعم من الخزانة البريطانية لبدء المشروع ولكن حصلت عليه من مشروع تطوير السلاح المتبادل (MWDP) التابع لحلف شمال الأطلسي.
لقد تم طلب أوامر توريد طائرات بيه. 1127 علي أنها طراز أولي وحلقت لأول مرة في 1960. بعدها طور حلف شمال الأطلسي شروط مواصفات طائرات الفيتول (NBMR-3) ولكنها تلك شروط المواصفات كانت تنادي بطائرة مشابهه للطائرة إف - 4 فانتوم الثانية. لذلك شركة هوكر طورت نسخة أسرع من الصوت من الطائرة بيه. 1127 وهي الطائرة هوكر بيه. 1150 لكي تستوفي شروط مواصفات الناتو (NBMR-3). فاز التصميم الجديد بمسابقة الحلف فقدم لها الناتو الدعم للتطوير حتي ألغي المشروع في مرحلة الطرازات الأولية في 1965.

## طرازات

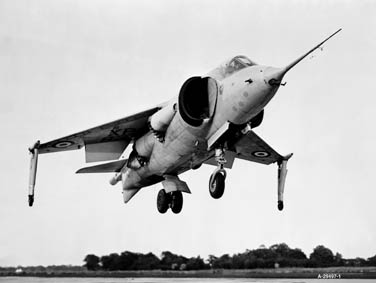
هوكر بيه.1127، سابقة الهارير.

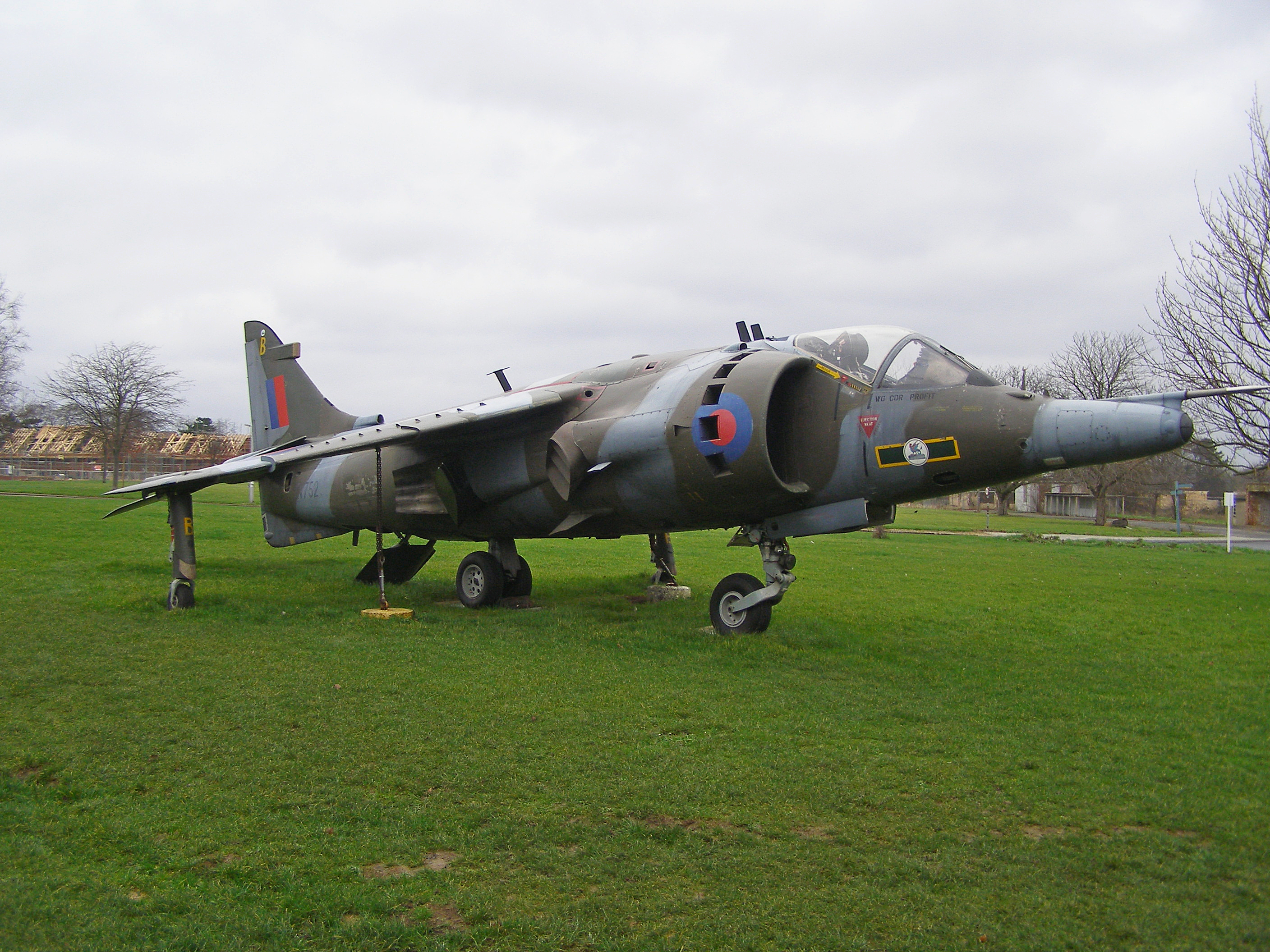
طائرة سلاح الجو الملكي جي آر.3.

### ما قبل نموذج طائرات الهارير وطائرات التقييم
- هوكر بيه.1127 (Hawker P.1127، 1966)
- هوكر سدلي كستريل إف جي إيه. 1 (Hawker Siddeley Kestrel FGA.1، 1964)

### هارير سلاح الجو الملكي البريطاني
- طائرة هجومية بمقعد واحد
  - هارير جي آر.1 (Harrier GR.1، 1966)
  - هارير جي آر.1/1 إيه (Harrier GR.1/1A، 1969)
  - هارير جي آر.3/3 إيه (Harrier GR.3/3A)
- طائرة تدريبية بمقعدين
  - هارير تي.2/2 إيه (Harrier T.2/2A، 1970)
  - هارير تي.4/4 إيه (Harrier T.4/4A)
  - هارير تي.4 إن (Harrier T.4N)
  - هارير تي.8 (Harrier T.8، 1994)
  - هارير إم كاه.52 (بمقعدين لأغراض العرض) (Harrier Mk.52)
  - هارير تي.إم كاه 60 (Harrier T.Mk 60)

### إيه في - 8 إيه هارير (الولايات المتحدة، أسبانيا، تايلاند)
- إيه في - 8 إيه هارير / هارير إم كاه.50 (طراز مشاة البحرية الأمريكية، 1970)
- تي إيه في-8 إيه هارير / هارير إم كاه.54 (TAV-8A Harrier/Harrier Mk.54)
- إيه في - 8 سي هارير (AV-8C Harrier)
- إيه في - 8 إس ماتادور / هارير إم كاه.53 - مخصصة لأسبانيا، ثم تايلاند (AV-8S Matador/Harrier Mk.53)
- إيه في - 8 إس ماتادور / هارير إم كاه.55 - أيضاً لأسبانيا، ثم تايلاند (AV-8S Matador/Harrier Mk.55)
- تي إيه في - 8 إس ماتادور / هارير تي. 54 - أيضاً لأسبانيا، ثم تايلاند (TAV-8S Matador/Harrier T.54)

### بريتش إيروسباس هارير البحر

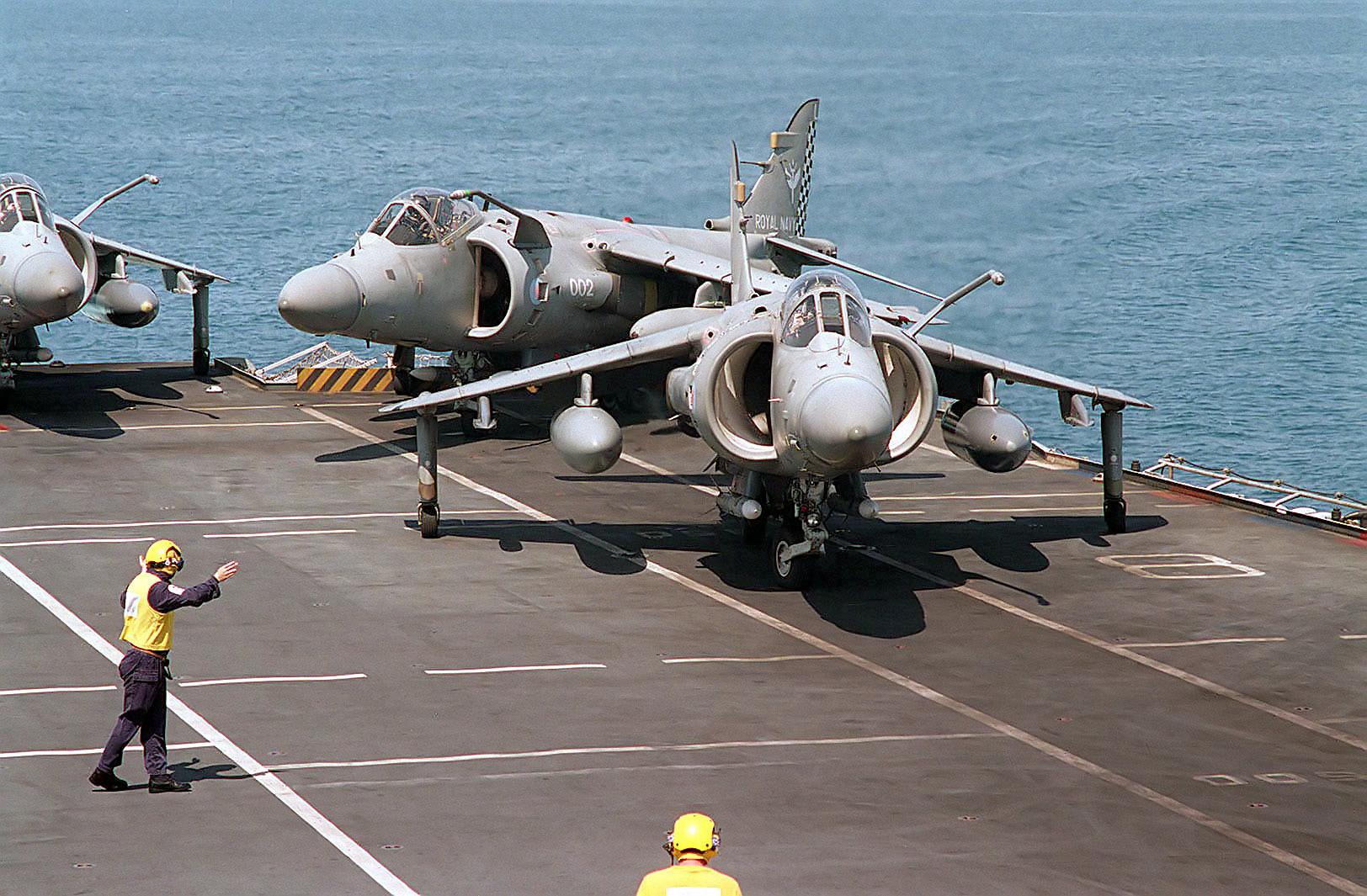
هارير البحر إف إيه 2 علي سطح حاملة الطائرات البريطانية "HMS Illustrious ".

- هارير البحر إف آر إس.1 (Sea Harrier FRS.1،1979)
- هارير البحر إف إيه 2 (Sea Harrier FA2 ،1988)
- هارير البحر إف آر إس.51 (Sea Harrier FRS.51،1983)

### ماكدونل دوغلاس - بي إيه إي / بوينغ إيه في - 8 بي هارير الثانية
- إيه في - 8 بي هارير الثانية (AV-8B Harrier II ،1983)
- إى إيه في - 8 بي ماتادور الثانية - لأسبانيا (EAV-8B Matador II)
- إيه في - 8 بي هارير الثانية نايت أتاك (AV-8B Harrier II Night Attack ،1987)
- إيه في - 8 بي هارير الثانية بلاس - لمشاة البحرية الأمريكية، أسبانيا، إيطاليا (AV-8B Harrier II Plus ،1992)

### بي إيه إي - ماكدونل دوغلاس / بي إيه إي سيستمز هارير الثانية
- هارير جي آر 5/5 إيه (Harrier GR5/5A ،1985)
- هارير جي آر 7/7 إيه (Harrier GR7/7A ،1992)
- هارير جي آر 9/9 إيه (Harrier GR9/9A ،2002)
- هارير تي 10
- هارير تي 12

## التحكم والمناولة

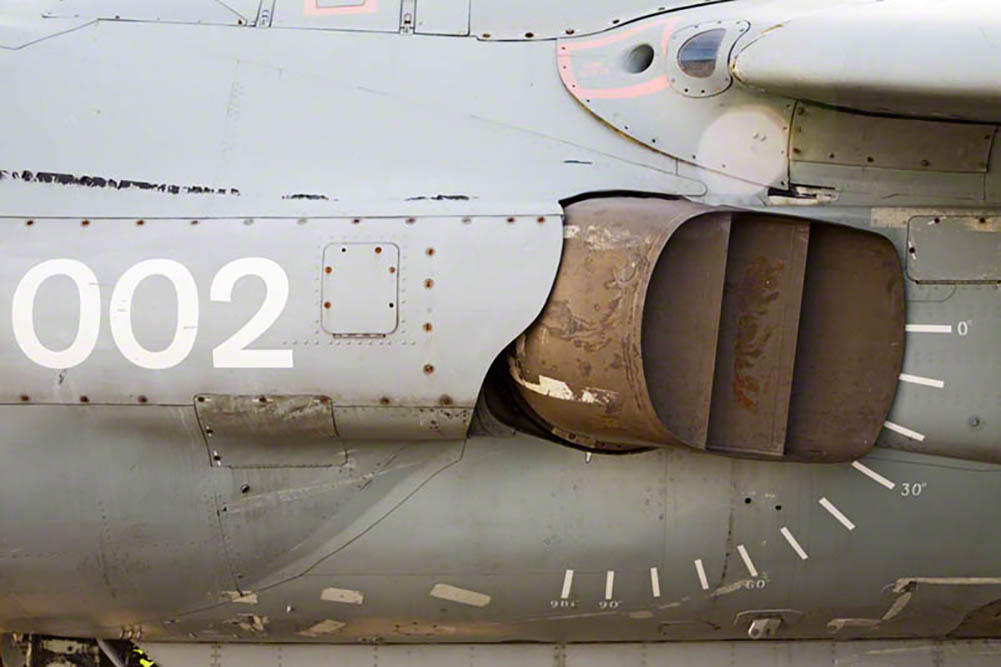
فوهه توجيه الدفع في هارير البحر إف آر إس 2.

طيار الهارير يجب أن يتحلي بفهم ومهارة عالية لقيادة الطائرة. تستطيع الطائرة الطيران للأمام (حيث يكون سلوك طيرانها كالطائرة ثابتة الجناح العادية فوق سرعة الانهيار)، وعمل مناورات الإقلاع والهبوط العمودي، والإقلاع والهبوط القصير (حيث تكون قوي الرفع وأسطح توجيه الطيران غير فعاله). هذة المهارة والفهم المطلوبان عادةً يكونا مرتبطة أكثر بطيران المروحيات. فمعظم حركات الطائرة تتطلب تدريب مكثف لطيار الهارير للحصول علي مقدار كبير في تحكم بها. عادةً يجند طيارى المروحيات ذو الخبرة الكبيرة والمهارات العالية للخدمة عليها.
تتمتع الهارير بعاملين لا يوجدان في طائرة ثابتة الجناح العادية وهما توجيه الدفع ونظام تحكم رد الفعل. توجيه الدفع يدل علي أربع فوهات المحرك التي يمكن ضبطها بين زاوية صفر (أفقي، موجهه مباشرةً للخلف)، وزاوية 98 درجة (موجهه للأسفل وقليلاً للأمام). الزاوية 90 درجة القائمة تستخدم عامةً في مناورات الإقلاع والهبوط العمودي.

## مواصفات
|                                   | كيستريل إف جي إيه.1 Kestrel FGA.1 | هارير جي آر 3 / إيه في - 8 إيه Harrier GR3/AV-8A | هارير البحر إف إيه 2 Sea Harrier FA2 | هارير جي آر 9 Harrier GR9       | إيه في - 8 بي + هارير AV-8B+ Harrier |
| --------------------------------- | --------------------------------- | ------------------------------------------------ | ------------------------------------ | ------------------------------- | ------------------------------------ |
| الطاقم                            | واحد (اثنان للطرازات التدريبية)   | واحد (اثنان للطرازات التدريبية)                  | واحد (اثنان للطرازات التدريبية)      | واحد (اثنان للطرازات التدريبية) | واحد (اثنان للطرازات التدريبية)      |
| الطول                             | 13 متر                            | 14.4 متر                                         | 14.2 متر                             | 14.1 متر                        | 14.5 متر                             |
| باع الجناح                        | 6.99 متر                          | 7.70 متر                                         | 7.70 متر                             | 9.25 متر                        | 9.25 متر                             |
| الارتفاع                          | 3.28 متر                          | 3.45 متر                                         | 3.76 متر                             | 3.56 متر                        | 3.56 متر                             |
| الوزن فارغة                       | 4,540 كغم                         | 5,530 كغم                                        | 6,370 كغم                            | 5,670 كغم                       | 6,340 كغم                            |
| الوزن الأقصي للإقلاع (إقلاع قصير) | 17,000 رطل (7,710 كـغ)            | 26,000 رطل (11,800 كـغ)                          | 26,200 رطل (11,900 كـغ)              | 31,000 رطل (14,100 كـغ)         | 31,000 رطل (14,100 كـغ)              |
| سرعة قصوي                         | 877 كم/س                          | 1,180 كم/س                                       | 1,180 كم/س                           | 1,070 كم/س                      | 1,070 كم/س                           |
| مدى الطيران                       | -                                 | 200 nmi (370 كـم)                                | -                                    | 300 nmi (556 كـم)               | 300 nmi (556 كـم)                    |
| المحرك                            | رولز رويس Pegasus 6               | رولز رويس Pegasus 11 Mk 101                      | رولز رويس Pegasus 11 Mk 105          | رولز رويس Pegasus 11 Mk 107     | رولز رويس Pegasus 11 Mk 105          |
| دفع                               | 66.7 كيلو نيوتن                   | 97.0 كيلو نيوتن                                  | 97.0 كيلو نيوتن                      | 110 كيلو نيوتن                  | 105 كيلو نيوتن                       |
| رادار                             | لا يوجد                           | لا يوجد                                          | Blue Vixen                           | لا يوجد                         | APG-65                               |

المصادر: نوردين

## الثقافة العامة
مواصفات وصفات طائرات عائلة الهارير الخاصة أدت بها للظهور في عدد من الأفلام وبرامج محاكيات الطيران.
النفاثة ظهرت في فيلم "The Living Daylights" لجيمس بوند، وفي فيلم "Battlefield Earth"، وأيضاً في "True Lies" الذي فيه قاد آرنولد شوارزنيجر طائرة إيه في - 8 بي. طبقاً لما ورد عن إنترنت موفي داتابيز أن منتجي الفيلم دفعوا للحكومة الأمريكية مبلغ 100,736 دولار (حوالي 2,400 دولار في الساعة) لاستخدام 3 طائرات تابعين لمشاة البحرية الأمريكية بطياريهم.
في 1996 وضمن حملة إعلانية لشركة بيبسي، أعلنت الشركة أن من يجمع عدد 7,000,000 نقطة بيبسي سيحصل علي طائرة هارير نفاثة. تلك الحملة جعلت عدد من المشتركين والمستثمرين يتعاونوا في تجميع هذا العدد من النقاط ثم إرسالها للشركة مطالبين بالطائرة. فرفضت الشركة تسليمهم جائزتهم فرفع المجمعون للنقاط دعوه قضائية ضد الشركة والتي صدر عنها حكماً بأن أي شخص عقلاني سوف يستنتج أن ذلك الإعلان هو مزحة لا أكثر.

### طائرات مناظرة
- إف-35 لايتنيغ الثانية